# Скорбященская церковь (Краснодар)
Церковь иконы Божией Матери «Всех скорбящих Радость» (Скорбященская церковь) — православный храм в городе Краснодар. Принадлежит к 1-му Екатеринодарскому благочинию Екатеринодарской епархии Русской православной церкви. Здание церкви признано объектом культурного наследия регионального значения и является одним из самых старых зданий Краснодара.

## История
Церковь была построена в 1844 году на городском кладбище северной окраины города Екатеринодара. На этом месте ранее, в 1816 году была построена деревянная церковь во имя святого Апостола Фомы.
Возводилась церковь страниями Войскового Воскресенского собора протоиерея Кирилла Российского на пожертвования казаков и на средства войскового полковника Гулика.
Рядом с церковью была построена войсковая богадельня для содержания в ней раненных и немощных черноморских казаков. Здание храма и богадельни со временем пришло в ветхое состояние. Однако, по инициативе наказного атамана Черноморского войска генерал-майора Заводовского было решено строить новое более удобное здание храма и богадельни.
Проект новой церкви, богадельни и больницы выполнил в 1833 году военный инженер капитан Петров. ПО его проекту была построена каменная однокупольная церковь в стиле ампир. Это был первый в городе каменный храм. В марте 1843 года в храме было совершено малое освящение храма. В мае 1844 года прошло Великое освящение храма.
Многое сделавший для храма и богадельни наказной атаман Черноморского войска Заводовский был похоронен около храма в 1853 году. Здесь же была похоронена и его супруга. Над их могилами была построена каменная часовня с золоченным крестом. В настоящее время на месте часовни воздвигнут поклонный крест. Здесь же был похоронен, скончавшийся в 1833 году генерал-майор, наказной атаман Черноморского казачьего Войска Алексей Безкровный. Перед смертью Безкровный завещал значительный капитал на строительство Екатеринодарской богадельни.
Со временем вокруг храма и богадельни стала строиться городская больница. 24 ноября 1914 года в храме молился  император Николай II. Он посетил богадельню, беседовал с раненными воинами, награждал отличившихся солдат, офицеров и сестер милосердия.
В 1922 году для «помощи голодающим Поволжья» из церкви были изъяты серебряная церковная утварь, общим весом «1 пуд 30 фунтов 4 золотника». Вскоре после этого Скорбященская церковь была закрыта. Её здание использовалось под склады, хозяйственные нужды больницы, лекционный зал местного медицинского института.
В 1999 году церковь была возвращена верующим. Первый молебен был отслужен 17 июля 1994 года. 5 декабря 1999 года митрополит Екатеринодарский и Кубанский Исидор совершил освящение храма.